# Dominion (Schiff)
Die HMS Dominion war ein Einheitslinienschiff (engl. pre-dreadnought) der King-Edward-VII-Klasse, das Anfang des 20. Jahrhunderts für die Royal Navy gebaut wurde.

## Geschichte
Die Dominion wurde am 23. Mai 1902 in der Vickers-Werft in Barrow-in-Furness auf Kiel gelegt, am 25. August 1903 vom Stapel gelassen und im Juli 1905 fertiggestellt. Am 15. August wurde die Dominion in Portsmouth für den Einsatz in der Atlantikflotte in Dienst gestellt. Am 16. August 1906 lief sie im Sankt-Lorenz-Golf auf Grund, wobei sie schwere Schäden an der Rumpfbeplattung erlitt und teilweise überflutet wurde. Im September lief sie daraufhin Bermuda an, um dort für die Heimreise repariert zu werden. Bei ihrer Ankunft im Februar 1907 wurde sie nach Chatham verlegt, um ihre Reparaturen abzuschließen. Nach der Beendigung der Reparaturmaßnahmen im Juni wurde das Schiff für den Einsatz in der Kanalflotte wieder in Dienst gestellt. Im Rahmen der Flottenumstrukturierung vom 24. März 1909 wurde die Kanalflotte zur 2. Division der Home Fleet.
Im Mai 1912 wurde die Dominion in Sheerness dem 3. Schlachtgeschwader der Home Fleet zugeteilt und im November 1912 ins Mittelmeer abkommandiert, wo sie als Teil eines Verbands der europäischen Großmächte Österreich, Frankreich und Deutschland an der Blockade Montenegros und an der Besetzung von Shkodra teilnahm, um Mazedonien zur Abtretung der Stadt an das neu gegründete Albanien zu zwingen. Anschließend kehrte die Dominion wieder nach Großbritannien zurück und wurde am 27. Juni 1913 wieder in die Home Fleet eingegliedert.

### Erster Weltkrieg
Beim Ausbruch des Ersten Weltkriegs wurde die Dominion unter dem Kommando von Vizeadmiral Edward Bradford der Grand Fleet zugewiesen und in Rosyth stationiert. Am 6. August, einen Tag nach der Kriegserklärung Großbritanniens an das Deutsche Reich, lief die Dominion zusammen mit einem Teil der Grand Fleet in die Nordsee aus, um die Küste Norwegens auf der Suche nach einem deutschen Marinestützpunkt zu inspizieren. Es wurde kein solcher Stützpunkt gefunden und die Schiffe kehrten am nächsten Tag in den Hafen zurück. Am 14. August stachen die Schiffe zu Gefechtsübungen in See, bevor sie im Laufe des Tages zu Patrouillenfahrten übergingen, die bis zum 15. August dauerten. Ende August meldete die Dominion, dass zwei ihrer vier 305-mm-Geschütze Risse in den Innenrohren aufwiesen, die einen Austausch erforderlich machten. Daraufhin verließ sie am 1. September Scapa Flow in Richtung Devonport, um die Geschütze austauschen zu lassen.

### Raid auf Scarborough, Hartlepool und Whitby
Am 14. Dezember hatte Room 40, eine nachrichtendienstliche Abteilung der britischen Admiralität, deutsche Funksprüche entschlüsselt, die Admiral von Ingenohls Plan für einen Angriff auf Scarborough, Hartlepool und Whitby durch Franz von Hippers Aufklärungsgruppe I enthielten. In Unkenntnis der Briten sollte Hipper jedoch durch die Hochseeflotte verstärkt werden. Die Briten stachen am 15. Dezember in See mit der Absicht, die deutschen Schiffe auf ihrer Rückfahrt in einen Hinterhalt zu locken. In den frühen Morgenstunden des 16. Dezember und bei schwerer See kam es zum Gefecht zwischen britischen und deutschen Zerstörern. Doch von Ingenohl, befahl seinen Schiffen aus Sorge vor einem massierten Angriff britischer Zerstörer abzudrehen.
Am 12. Januar 1915 stach die Dominion zusammen mit dem 3. Schlachtgeschwader zu Geschützdrills in Richtung Orkney in See und kehrte am 15. Januar nach Rosyth zurück. Um die Ostküste zu decken und als Fernunterstützung zu fungieren, fuhren das 3. Kreuzergeschwader und die sieben Schiffe des 3. Kampfgeschwaders, darunter die Dominion, während des Gefechts auf der Doggerbank am 23. Januar von Rosyth aus in ein Gebiet in der Nordsee, von dem aus sie den deutschen Streitkräften den Weg abschneiden konnten.
Vom 17. bis zum 19. Mai und vom 29. bis zum 31. Mai unternahm die Grand Fleet Vorstöße in die zentrale Nordsee, ohne auf deutsche Schiffe zu stoßen. Vom 11. bis zum 14. Juni führte die Flotte erneut Geschütz- und Gefechtsübungen westlich von Shetland durch. Vom 2. bis zum 5. September unternahm die Flotte eine weitere Fahrt in der Nordsee, bei der sie Geschützübungen durchführte und verbrachte den Rest des Monats mit zahlreichen Trainingsübungen. Vom 13. bis zum 15. Oktober unternahm das Schiff zusammen mit dem Großteil der Grand Fleet einen weiteren Einsatz in der Nordsee. Fast drei Wochen später, vom 2. bis zum 5. November, nahm die Dominion an einer weiteren Flottenübungsoperation westlich von Orkney teil.
Am 3. Mai 1916 wurde das Geschwader von der Grand Fleet getrennt und dem Nore Command unterstellt. Ebenfalls im Mai wurde sie erfolglos von einem deutschen U-Boot angegriffen und im Juni 1917 in Portsmouth überholt. Die Einheiten des 3. Kampfgeschwaders hatten 1916 begonnen, sich allmählich aufzulösen und am 1. März 1918 waren die Dominion und die Dreadnought die einzigen verbliebenen Schiffe des Geschwaders. Im März 1918 wurde das Geschwader schließlich aufgelöst und die Dominion als Kasernenschiff für den Überfall auf Seebrügge und Ostende eingesetzt zu werden. Am 2. Mai wurde die Dominion ausgemustert und der Reserve zugewiesen, wo sie als Unterkunftsschiff genutzt wurde. Am 29. Mai 1919 wurde die Dominion auf die Abwrackliste gesetzt am 9. Mai 1921 zum Abwracken an Thos. W. Ward verkauft.

## Technik
Das Schiff hatte eine Gesamtlänge von 138,30 m, eine Breite von 22,90 m und einen Tiefgang von 7,82 m. Die Verdrängung lag zwischen 15.835 t und 17.567 t.

### Antrieb
Die Dominion war mit zwei Vierzylinder-Verbunddampfmaschinen ausgestattet, die jeweils eine Welle antrieben und insgesamt 18.000 Shp (13.239 kW) entwickelten, mit denen sie eine Höchstgeschwindigkeit von 18,5 Knoten (34 km/h) erreichte. Der Dampf wurde von zehn Babcock-&-Wilcox-Kesseln geliefert. Die Besatzung des Schiffes bestand aus 777 Offizieren und Mannschaft.

### Bewaffnung
Die Hauptbewaffnung bestand aus vier 305-mm-Geschützen in Zwillingstürmen vor und hinter den Aufbauten und vier 234-mm-Geschützen in Einzelgeschütztürmen innerhalb der gepanzerten Zitadelle, zwei auf jeder Breitseite. Die Sekundärbewaffnung bestand aus zehn 152-mm-Geschützen in Kasematten, fünf auf jeder Breitseite. Zum Schutz gegen Torpedoboote waren vierzehn 76-mm-Geschütze sowie vierzehn 47-mm-Schnellfeuergeschütze installiert. Außerdem besaß das Schiff fünf 450-mm-Torpedorohre, eines im Heck unter Wasser und zwei auf jeder Breitseite über Wasser.

### Panzerung
Die Panzerung basierte im Allgemeinen auf der London-Klasse, jedoch mit Änderungen, um die durchgehende Batterie auf dem Hauptdeck anstelle der separaten Kasematten für die 152-mm-Geschütze anzupassen. Der Panzergürtel des Schiffes bestand aus 229-mm-Krupp-Zementstahl und reichte mittschiffs von etwa 7,62 m vor der vorderen Barbette bis zur achteren Barbette, wo er in 203-mm- bis 305-mm-Querschotten endete. Vor dem Gürtel verringerte sich die Dicke bis zum Bug auf 50 mm AHS-Stahl. Hinter dem Hauptgürtel bestand die Panzerung aus 50 mm Nickelstahl, der über die gleiche Breite wie der Hauptgürtel verlief und sich über eine Länge von 36 m zum Heck hin erstreckte. Die Türme der 305-mm-Geschütze waren mit 203 bis 305 mm und die Türme der 234-mm-Kanonen mit 127 bis 229 mm dicken Panzerplatten geschützt. Die Barbetten mit einer Innenfläche von 152 mm waren oberhalb 304 mm und unterhalb des Hauptdecks 203 mm dick. Die Kasematten für die 152-mm-Geschütze waren durch 178 mm dicke Panzerung geschützt. Der Kommandoturm war rundherum mit 305 mm gepanzert. Die zwei gepanzerten Decks waren 25 bis 64 mm dick.